# Geschichte der Eisenbahn in Polen
Die Geschichte der Eisenbahn in Polen umfasst die organisatorischen und technischen Entwicklungen des Eisenbahnverkehrs der Republik Polen und historischer polnischer Staaten vom 19. Jahrhundert bis zur Gegenwart. Polen war im 19. Jahrhundert, als der Eisenbahnbau aufkam, geteilt. Der Norden und Westen gehörten zu Preußen, der Süden als Teil Galiziens zu Österreich. Zum Russischen Reich gehörten Mitte und Osten Polens, seit 1815 zunächst als so genanntes Kongresspolen, ein mit Russland formal nur in Personalunion verbundenes Königreich. Dessen Autonomie wurde aber zusehends beschnitten, bis es 1867 in den Weichselgouvernements aufging.
Wegen der Unterschiede zwischen dem polnischen Hoheitsgebiet vor den Teilungen, zwischen den Weltkriegen und seit dem Zweiten Weltkrieg sollte auch eine Darstellung der Geschichte der Eisenbahn in Polen bei jeder Phase mit im Auge haben, was vorher zu Polen zu rechnen war und was heute zu Polen gehört.
Obwohl im 19. Jahrhundert alle Bahnen nur mit Konzessionen der damaligen Staaten gebaut werden konnten, die ihre wirtschaftlichen und militärischen Interessen im Auge hatten, wurden schon frühzeitig Bahnprojekte aus polnischer Initiative verwirklicht, die den Interessen eines Landes dienten, das auf den Landkarten nicht existierte.

## Netzentwicklung bis 1918

### Zuerst in allen Teilen Normalspur

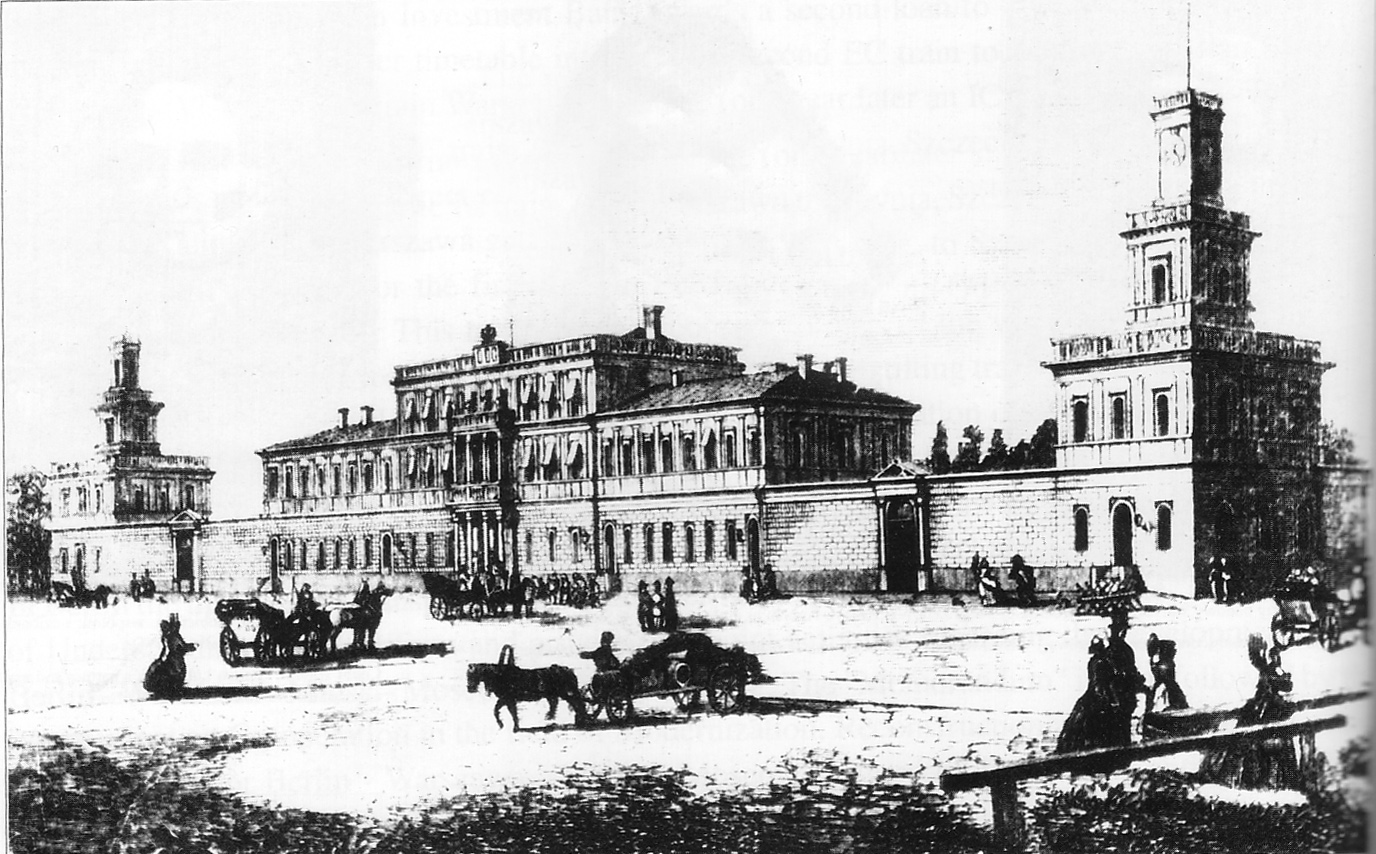
Wiener Bahnhof in Warschau um 1850

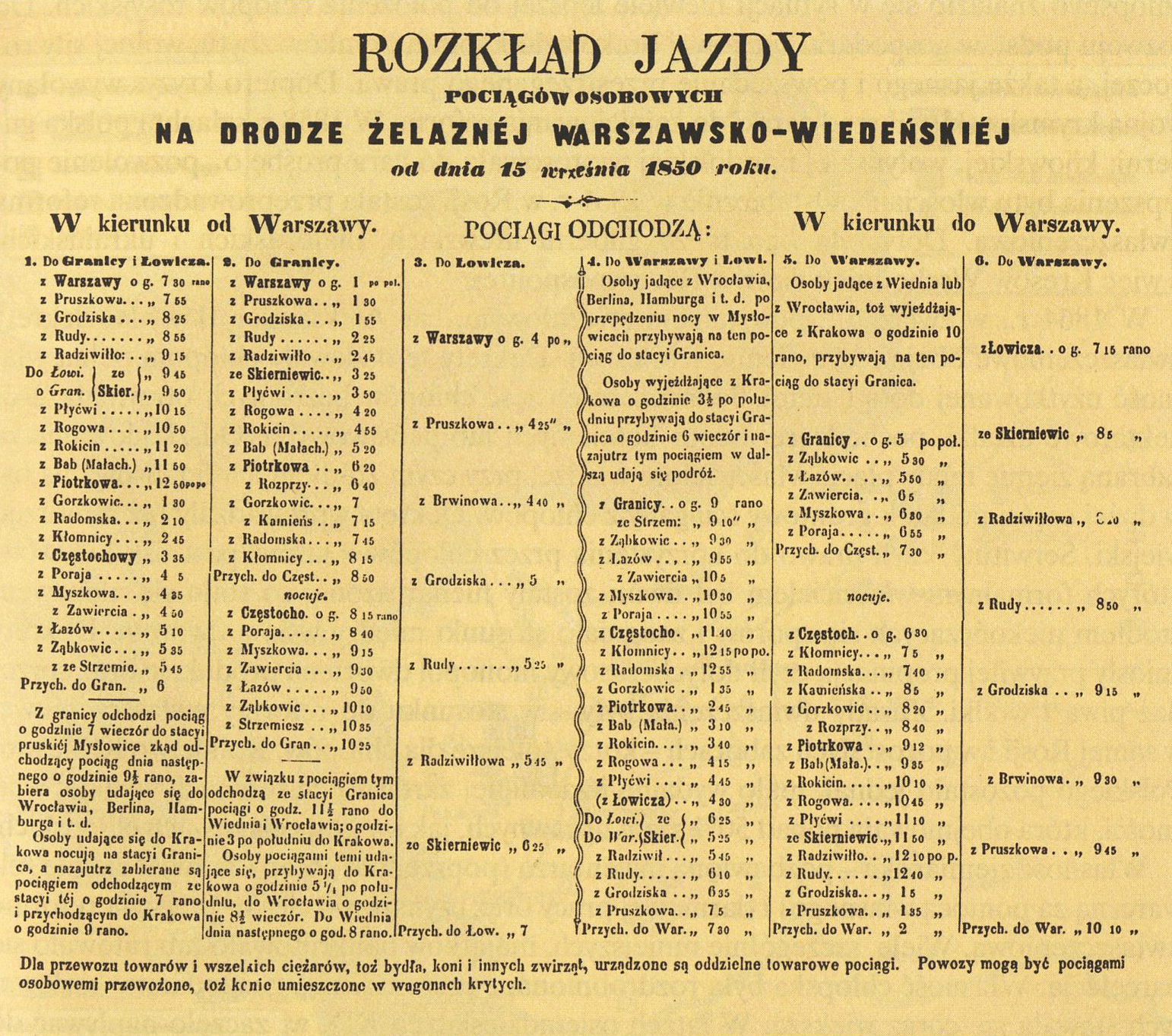
Fahrplan von 1850 mit Verweis auf die Verbindung nach Breslau („Wrocław“), Berlin und Hamburg

Als erste heute polnische Bahnstrecke im damals noch nicht Polen zuzurechnenden Schlesien wurde am 1. April 1842 das Teilstück Breslau (Wrocław)–Ohlau (Oława) der Oberschlesischen Eisenbahn eröffnet, als zweite – damals ebenfalls noch nicht Polen zuzurechnen – am 15. August 1843 die Berlin-Stettiner Eisenbahn.
Im November 1843 eröffnete im russischen Teil Polens die auf polnische Initiative als Aktiengesellschaft gegründete und am 4. Juli 1843 von der Regierung Kongresspolens übernommene Warschau-Wiener Eisenbahn ihr erstes Teilstück zwischen Warschau und Pruszków. Obwohl im russischen Reich gelegen, hatte die Strecke von Warschau bis zur russisch-österreichischen Grenze europäische Normalspur von 1435 mm.
Die erste Teilstrecke der Niederschlesisch-Märkischen Eisenbahn, die Schlesien mit Berlin verbinden sollte, ging am 19. Oktober 1844 zwischen Breslau und Liegnitz (heute Legnica) in Betrieb.
Die österreichische Kaiser-Ferdinands-Nordbahn wurde aufgrund eines Privilegs vom 4. März 1836 geschaffen, eine Bahnstrecke von Wien nach Bochnia im österreichischen Teil Polens zu bauen und zu betreiben.
Als erste Bahnstrecke in Galizien und Lodomerien ging jedoch am 13. Oktober 1847 die 1. März 1844 von der Stadt Krakau gegründete Krakau-Oberschlesische Eisenbahn in Betrieb. Durch ihre Verknüpfung mit der Warschau-Wiener Eisenbahn gab es 1848 eine durchgehende Schienenverbindung zwischen den beiden polnischen Hauptstädten, also etwa gleichzeitig mit den ersten durchgehenden Schienenverbindungen von Berlin zum Rhein (1847) und zwischen Berlin und Wien (1849), sowie fünf Jahre vor den ersten durchgehenden Schienenverbindungen zwischen Berlin und München (Ludwig-Süd-Nord-Bahn 1853) und zwischen Paris und Bordeaux (1853, Paris–Lyon–Marseille erst 1854/56).
Die dritte Bahnstrecke im geteilten Polen (Grenzen bis 1772 bzw. 1795) wurde 1848 von der Stargard-Posener Eisenbahn eröffnet, in mehreren Schritten zwischen Woldenberg in der Neumark (heute Dobiegniew) und Posen (Poznań).

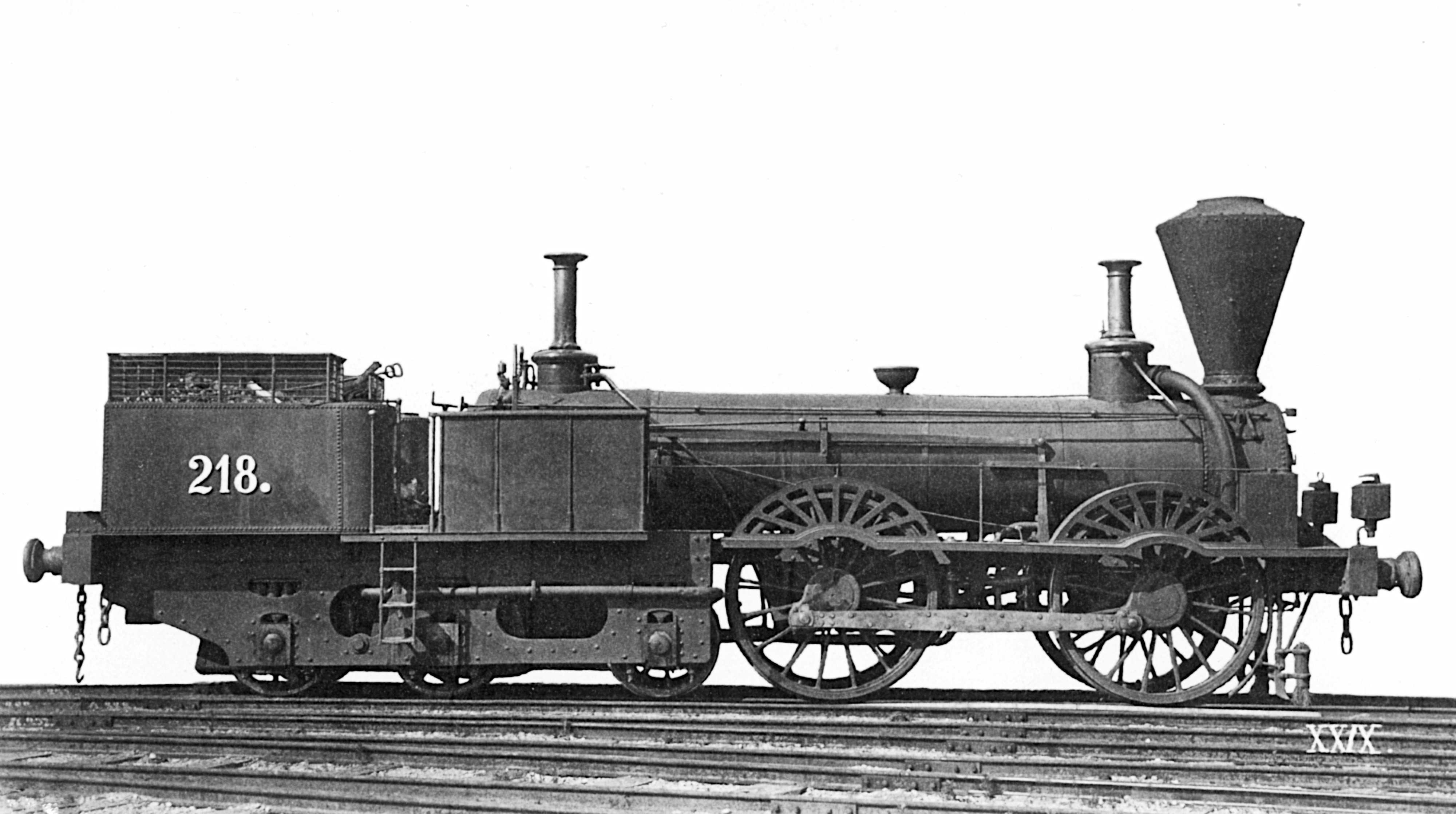
Österreichische Baureihe der Jahre 1855/1856; Lokomotiven dieses Typs wurden auch von der Östlichen Staatsbahn in Galizien eingesetzt

Die Preußische Ostbahn begann ihren Streckenbau am Bahnhof Lukatz (später Kreuz, heute Krzyż Wielkopolski) der Strecke Stettin–Stargard in Pommern–Posen. Am 27. Juli 1851 wurde Bromberg (Bydgoszcz) erreicht, am 6. August 1852 Danzig (Gdańsk). Seit Oktober 1857 führten Strecken der Bahn über die Oderbrücke in Küstrin (Kostrzyn) und die Weichselbrücke in Dirschau (Tczew).
Nachdem seit 1849 die Bahnverbindung von Wien nach Krakau durch das preußische Oberschlesien geführt hatte, gab es ab 1. März 1856 auch eine rein innerösterreichische Verbindung – sehr nahe der preußischen Grenze.
Im selben Jahr eröffnete die Oberschlesische Eisenbahngesellschaft eine Strecke von Breslau (Wrocław) nach Poznań.
Aus der Krakau-Oberschlesischen Bahn wurde die k.k. Östliche Staatsbahn und dann die Galizische Carl Ludwig-Bahn, die von Krakau her am 4. November 1861 Lemberg (poln. Lwów, ukr. Lwiw) erreichte.

### Normalspur und Breitspur

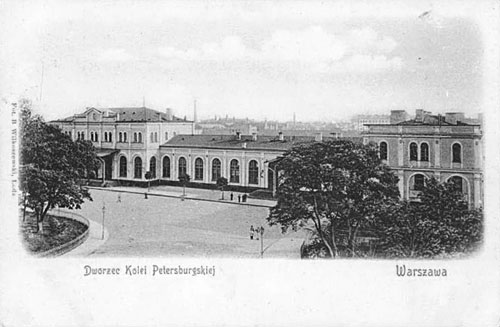
St. Petersburger Bahnhof in Warschau 1862–1915

Als erste Anbindung Polens an das eigentliche russische Netz wurde 1862 die Petersburg-Warschauer Eisenbahn in 1524-mm-Spur fertiggestellt.
Ebenfalls 1862 entstand auch die erste Verbindung zwischen Warschau und preußischem Gebiet in der Nordhälfte Polens. Sie schloss in Łowicz an eine Zweigstrecke der Warschau-Wiener Bahn an und führte über den Grenzbahnhof in Aleksandrów Kujawski und Thorn (Toruń) nach Bromberg. Beide Seiten hatten bis zum Grenzbahnhof gebaut. Der von der Preußischen Ostbahn gebaute Teil wurde auch Bromberger Bahn genannt.
Schon 1861 hatte ein Ast der Petersburg-Warschauer Eisenbahn von Vilnius (poln. Wilno, damals russ. und dt. Wilna) bei Virbalis (polnisch Wierzbołów, russisch Вержболово, deutsch Wirballen) im überwiegend litauisch besiedelten nordöstlichen Zipfel Kongresspolens die russisch-preußische Grenze erreicht und war dort der erste Übergang zwischen russischem Breitspurnetz und europäischem Normalspurnetz eröffnet worden. International von größter Bedeutung hatte die Strecke in dem nur dünn besiedelten Gebiet für Polen keinerlei Nutzen, da sie aus polnischer Perspektive tangential verlief und das Gebiet nach 1918 nie mehr zu Polen gehörte.
Im fortschreitenden Ausbau der Eisenbahnnetze entstanden in Oberschlesien eine weitere Verknüpfung der Warschau-Wiener Bahn mit dem preußischen Netz und mehrere zwischen und österreichischem Netz und preußischem. Bei Verknüpfungen zwischen russischem Netz und Netzen westlicher Nachbarn war die russische Seite jedoch insgesamt zögerlich, so dass etwa eine direkte Verbindung zwischen Warschau und Posen erst nach der Wiederherstellung Polens nach dem Ersten Weltkrieg zustande kam und die einzige im 19. Jahrhundert gebaute weitere Verbindung zwischen Russland und dem österreichischen Teil Polens außerhalb des heutigen Polens liegt.
Die aufstrebende Industriestadt Łódź erhielt ihren ersten Bahnanschluss erst 1865/66. Die in Koluszki von der Warschau-Wiener Bahn abzweigende zweigleisige Normalspurstrecke wurde am 18. November 1865 für den Güter- und am 1. Juni 1866 für den Personenverkehr eröffnet. Mit der 1900 bis 1902 ebenfalls von der Warschau-Wiener Bahngesellschaft gebauten Breitspurstrecke Warschau–Kalisz war Łódź dann zusätzlich an das Breitspurnetz angeschlossen. Kalisz wiederum wurde 1906 mit dem nahen preußischen Grenzbahnhof Nowe Skalmierzyce in Normalspur verbunden.
Bereits 1877 hatte die von Kowel über Warschau nach Mława verlaufende Weichselbahn ihren Betrieb aufgenommen.

### Schmalspurbahnen
Neben den in der jeweiligen Standardspur angelegten Strecken wurden in den drei Teilen Polens auch Schmalspurbahnen gebaut, darunter die Strecke von Kielce nach Herby Stare (an der damaligen russisch-deutschen Grenze südwestlich von Tschenstochau) in Kapspurweite von 1067 mm. Heute hat die Strecke Normalspur. Im oberschlesischen Kohlerevier entstand das überwiegend für industrielle Zwecke genutztes Schmalspurnetz der Oberschlesischen Schmalspurbahn (OSSB) (Górnośląskie Koleje Wąskotorowe (GKW)) mit nur 785 mm Spurweite.
Die umfangreichsten Schmalspurnetze entstanden im damaligen Preußen – in Pommern, Kujawien sowie rund um Posen, wie Pommersche Schmalspurbahnen, Żuławska Kolej Dojazdowa, Wirsitzer Kreisbahn, Śmigielska Kolej Dojazdowa, Schrodaer Kreisbahn, Wreschener Kreisbahn, Zniner Kreisbahn, Gostyner Kreisbahn, Kreisbahn Krotoschin–Pleschen. Auch deren Spurweite betrug großenteils weniger als einen Meter.
Die meisten Schmalspurbahnen sind in den Jahren seit 1990 stillgelegt worden, auf einigen Reststrecken wird aber noch bis heute Museumsbetrieb angeboten.

### Erster Weltkrieg
Unter der deutschen Besetzung im Ersten Weltkrieg wurden Militäreisenbahndirektionen eingerichtet, am 5. August 1915 die Militäreisenbahndirektion 4 in Warschau, am 20. August 1915 die Militäreisenbahndirektion 5 in Kowno und im Oktober 1915 wurde die Linien-Kommandantur in Lodz in die Militäreisenbahndirektion 6 umgewandelt und nach Brest-Litowsk verlegt. Im November 1915 wurde eine Militäreisenbahndirektion 8 in Schaulen (heute: Litauen) aus der Direktion 5 ausgegliedert und war für die Eisenbahnen in Kurland zuständig.
Zum 1. Oktober 1915 wurde ein Deutscher Eisenbahn-Verwaltungsrat der russischen Bahnen in Warschau errichtet und der Militäreisenbahndirektion 4 angegliedert. Zum 1. Februar 1916 wurde ebenfalls in Warschau eine Militär-Generaldirektion gebildet, die auch die Aufgaben des Deutschen Eisenbahn-Verwaltungsrats der russischen Bahnen übernahm. Deren Sitz wurde nach der deutschen Niederlage im Ersten Weltkrieg Ende 1918 nach Berlin verlegt.

## Zwischenkriegszeit

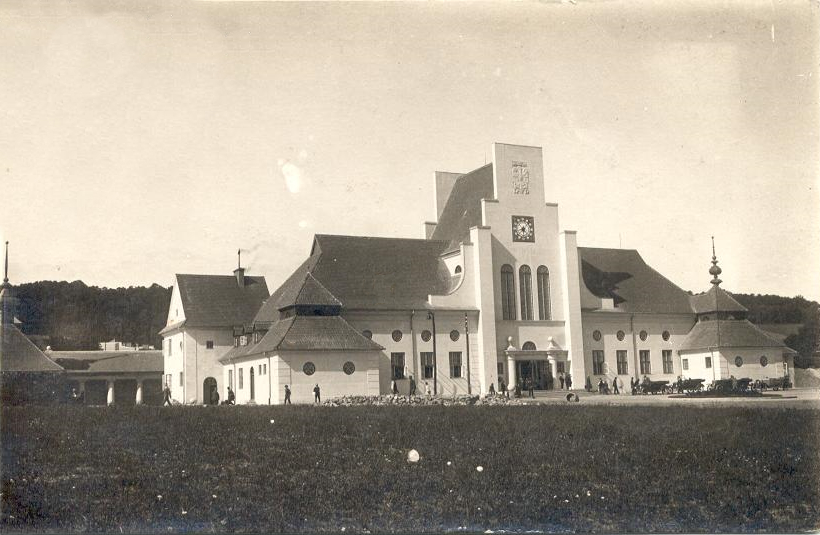
Bahnhof in Gdynia (Gdingen), 1923 erbaut, 1939 zerstört

### Organisationsstruktur
Nach der Wiedererlangung der Unabhängigkeit nach dem Ersten Weltkrieg verwaltete anfangs das 1918 gegründete polnische Verkehrsministerium die Staatlichen Polnischen Bahnen PKP (Polskie Koleje Państwowe) direkt. Ab 1919 war ein spezieller Eisenbahnminister Chef der Bahn. Seit 1926 die Staatsbahn ein Unternehmen mit eigener Generaldirektion geworden war, unterstand sie nur noch der Oberaufsicht des Verkehrsministeriums.
Auch der den Polnischen Korridor kreuzende Transitverkehr zwischen Ostpreußen und dem übrigen Deutschen Reich wurde von den PKP durchgeführt.

### Netzentwicklung
Vorrangig für die polnische Verkehrspolitik war die Konsolidierung der drei Schienennetze. Hierzu wurde unter anderem das Breitspurnetz im östlichen Landesteil auf 1435 mm umgespurt, womit auf den wichtigsten Strecken schon während des Ersten Weltkrieges unter deutscher Regie begonnen worden war. Schon 1921 wurde mit dem Lückenschluss zwischen Kutno und dem bisherigen preußischen Grenzbahnhof Strzałkowo die direkte Bahnstrecke Warschau – Posen geschaffen. Die Umstellung auf Normalspur war bis 1929 abgeschlossen.

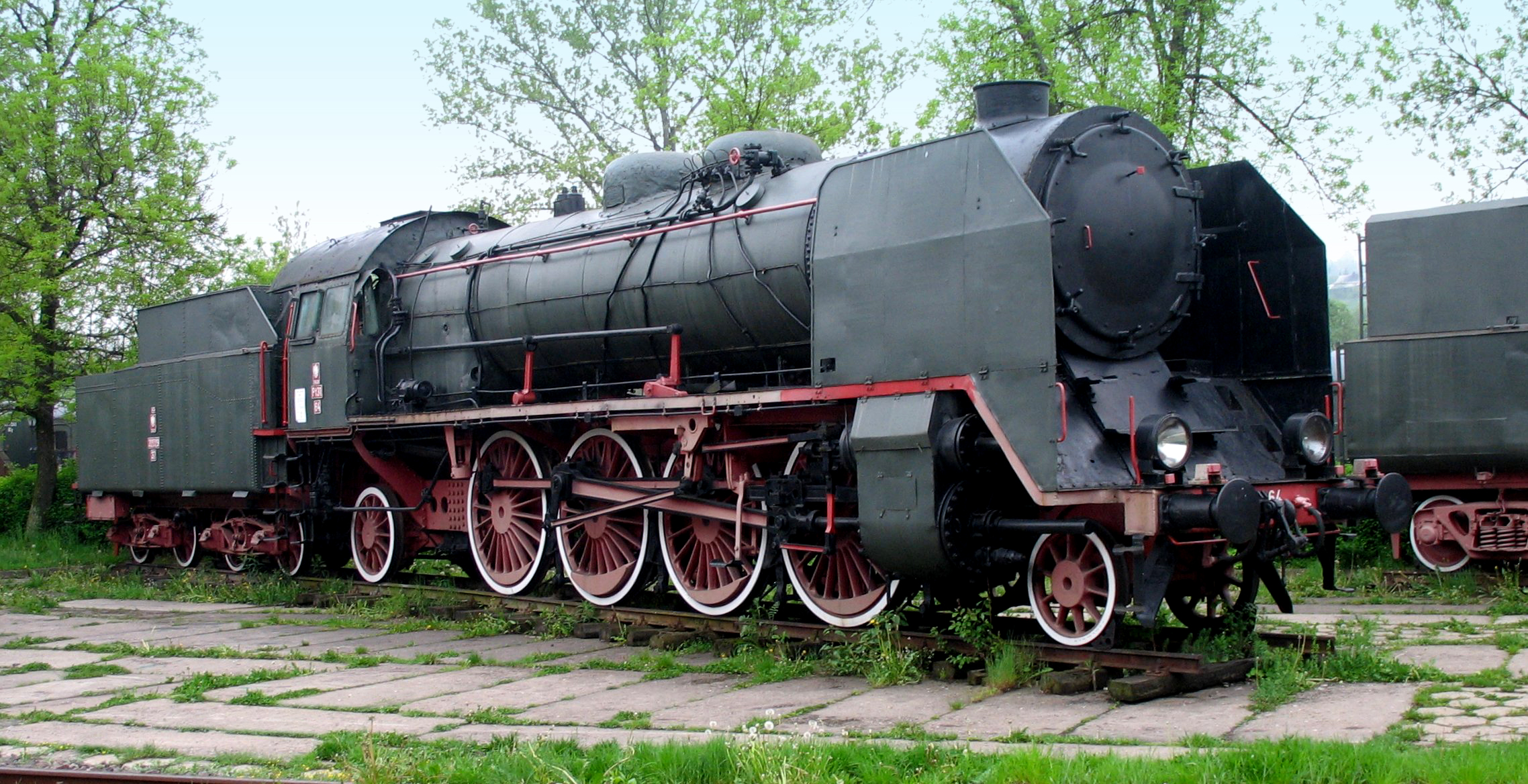
Polnisches Fabrikat:
PKP-Baureihe Pt31 (1932–1940)

Mitte der 1920er Jahre wurde ein großes Streckenneubauprojekt in Angriff genommen: Um den Seehafen von Gdingen besser an das Hinterland (vor allem an das Bergbaugebiet Oberschlesien) anzubinden, wurde die fast schnurgerade in Nord-Süd-Richtung verlaufende Kohlenmagistrale von Gdynia (Gdingen) nach Kattowitz gebaut.
Eine spektakuläre Neuerung war auch der 1933 eröffnete Ost-West-Tunnel unter der Hauptstadt Warschau. Der neue Hauptbahnhof entstand neben dem alten Wiener Bahnhof. Er wurde in Betrieb genommen, war aber nicht ganz vollendet, als der Zweite Weltkrieg den polnischen Eisenbahnbau unterbrach.
Mitte der 1920er Jahre setzte zudem einerseits ein starker Wirtschaftsaufschwung in Polen ein, andererseits besserte sich (vorübergehend) das Verhältnis zu den Nachbarländern, was eine Zunahme des Transitverkehrs mit sich brachte. Ausgenommen war das Verhältnis zu Litauen, das sich nach dem Konflikt um Wilna in einem kalten Krieg mit Polen befand. So war die Grenze (von Litauen als „Demarkationslinie“ bezeichnet) für jeglichen Verkehr gesperrt.
1933 begann im Großraum Warschau die Elektrifizierung mit Gleichstrom von 3 kV. Dieses Stromsystem wird bis heute in Polen verwendet.

### Schienenfahrzeuge
Für das wachsende Netz wurde neues (beziehungsweise von anderen Bahnverwaltungen gebrauchtes) Wagenmaterial beschafft. Ein beträchtlicher Teil des Fuhrparks bestand aus preußischen Fahrzeugen, die als Reparationsleistungen aus dem Deutschen Reich kamen.

## Zweiter Weltkrieg
Der Zweite Weltkrieg brachte die Auflösung der PKP mit sich. Nach der Besetzung Polens unterstellte die Deutsche Reichsbahn (DR) die Eisenbahnstrecken im so genannten Generalgouvernement bereits am 1. November 1939 der Generaldirektion der Ostbahn (Gedob). Während der Kampfhandlungen und direkt danach wurden viele Gleise und Fahrzeuge zerstört; das Bahnnetz wurde mehrfach – je nach Frontlage – auf russische oder europäische Spurweite umgespurt.
Die Deportationen in Konzentrationslager erfolgten hauptsächlich per Bahn.
Die PKP wurden bald nach der Wiedererrichtung des polnischen Staates wiedergegründet.

## Nach 1945

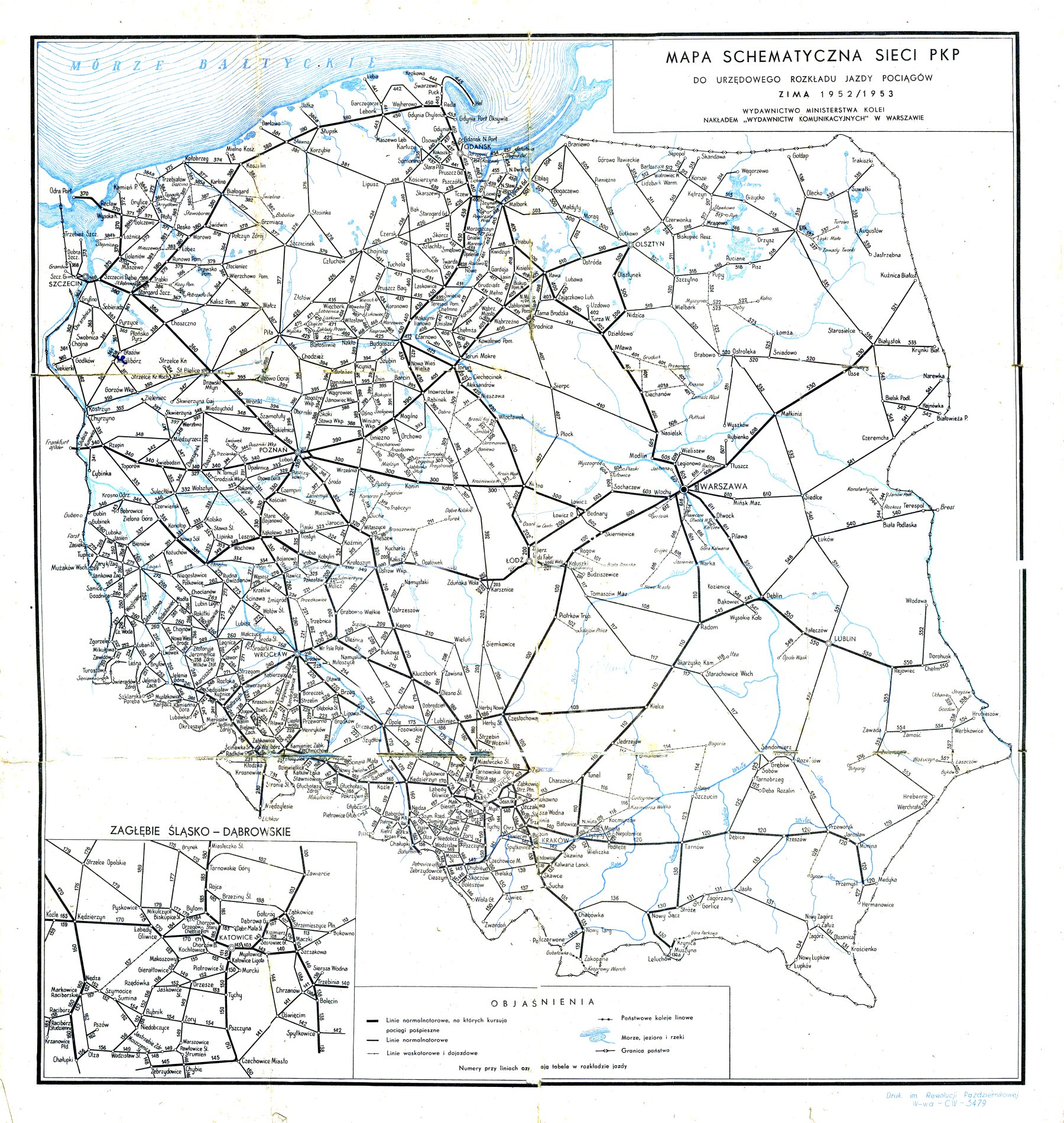
Das polnische Eisenbahnnetz 1952/53

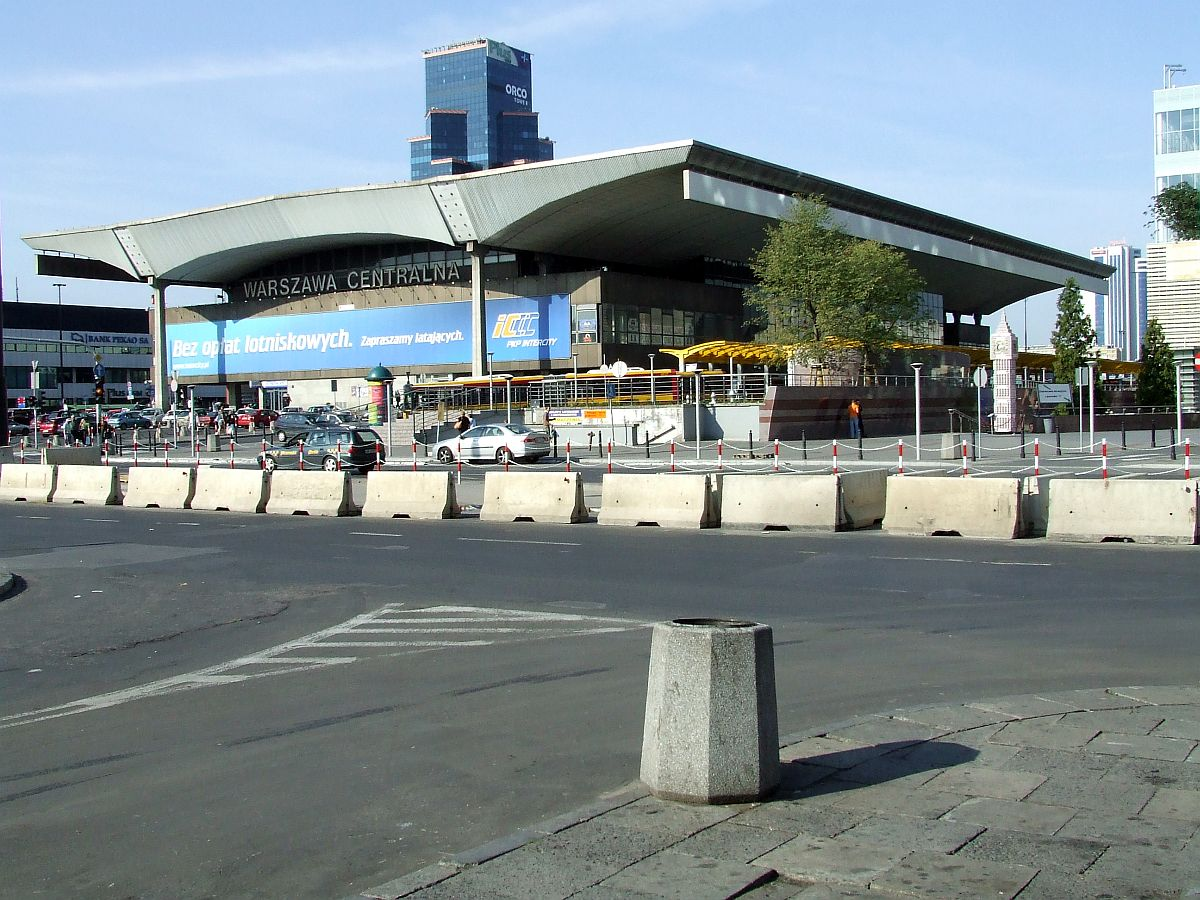
Empfangshalle des Bahnhofs Warszawa Centralna seit 1975

### Volksrepublik bis 1989
Nach dem Ende des Zweiten Weltkriegs waren immense Kriegsschäden zu beheben, insbesondere an Bahnhöfen und Brücken. An internationalem Verkehr wurde der Militärtransit zwischen der Sowjetunion und der DDR bedeutsam.
Der Warschauer Zentraltunnel, von der deutschen Wehrmacht mit der Niederschlagung des Warschauer Aufstandes unbrauchbar gemacht, wurde zwar schon 1949 wieder elektrisch in Betrieb genommen, aber die ersten Bahnhöfe im Tunnel wurden erst 1963 eingerichtet, Warszawa Centralna anstelle des alten Hauptbahnhofs gar erst 1975 eröffnet.
Es wurden auch Strecken neu gebaut:
- 1953 Kielce–Busko
- 1954 Skierniewice–Łuków
- 1971–1977 die Centralna Magistrala Kolejowa (Zentrale Hauptbahn), mit 223 km Länge das größte Bahnprojekt der Volksrepublik.

Mit dem Abschluss des zweigleisigen Ausbaus der Strecke Gdańsk–Sopot–Gdynia (Danzig–Zoppot–Gdingen) 1953 wurde dort auch der elektrische Betrieb aufgenommen, der erste überörtliche in Polen nach dem Zweiten Weltkrieg.
Weitere Elektrifizierungen waren:

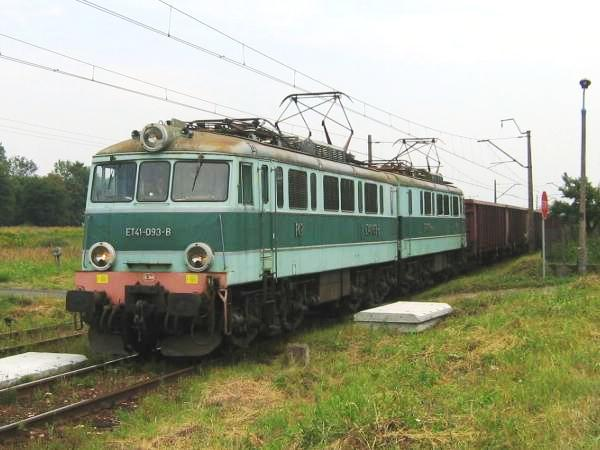
PKP-Baureihe ET41 (1977–1983)

- 1954 Warszawa (Warschau)–Łódź Fabryczna als erster Abschnitt von
- 1957 Warszawa–Częstochowa (Tschenstochau)–Katowice (Kattowitz)–Gliwice (Gleiwitz)
- 1959 Anschluss von Kraków (Krakau)
- 1960 Gliwice–Wrocław (Breslau)
- 1964 Warszawa–Poznań (Posen)
- 1964 Kraków–Rzeszów–Przemyśl (Premissel)–Medyka (Grenzbahnhof zur Sowjetischen Bahn)
- 1964 Katowice–Zebrzydowice (Seibersdorf)
- 1966 Wrocław–Wałbrzych (Waldenburg)–Jelenia Góra (Hirschberg); dabei konnten teilweise Oberleitungsmasten verwendet werden, die in den 1920er Jahren bei der ersten Elektrifizierung durch die Reichsbahn (DR) aufgestellt worden waren.
- 1968 Warszawa–Lublin
- 1968 Warszawa–Kraków
- 1969 Chorzów (Königshütte)–Karsznice–Inowrocław (Hohensalza)–Bydgoszcz (Bromberg)–Tczew (Dirschau)–Gdańsk (Danzig)–Gdynia (Gdingen) vervollständigt (die „Kohlenmagistrale“)
- 1970 Poznań–Wrocław
- 1972 Kalety (Kalet/Stahlhammer) – Kluczbork (Kreuzburg) – Oleśnica (Oels)–Wrocław
- 1974 Kluczbork–Ostrów Wielkopolski (Ostrowo) – Jarocin (Jarotschin)— Poznań
- 1975 (Warszawa –) Łódź–Kalisz (Kalisch)–Ostrów Wielkopolski (–Wrocław, direkte Verbindung von Warschau nach Breslau)
- 1975 Kraków–Zakopane
- 1976 Poznań–Inowrocław
- 1978 Poznań–Krzyż (Kreuz)–Stargard–Szczecin (Stettin)
- 1980 Szczecin–Świnoujście (Swinemünde)
- 1980 Warszawa–Terespol
- 1983 Warszawa–Białystok
- 1985 Wrocław–Głogów (Glogau)–Zielona Góra (Grünberg)–Rzepin (Reppen)–Kostrzyń (Küstrin)–Szczecin
- 1988 Poznań–Kunowice (Kunersdorf) – Grenze nach Deutschland (DDR)

Damit überschritt die Länge elektrifizierter Strecken in Polen 10.000 km
- 1988 Toruń (Thorn)–Iława (Deutsch Eylau)–Olsztyn (Allenstein)
- 1989 Gdańsk–Słupsk (Stolp)–Koszalin (Köslin)–Białogard (Belgard)–Stargard–Szczecin

1972 erhielt Kattowitz einen neuen Hauptbahnhof.
Um Rohstoffversorgung und Absatz des oberschlesischen Stahlwerks Huta Katowice und oberschlesischer Kohlegruben mit der Sowjetunion zu erleichtern, wurde in den Jahren 1977 bis 1979 die Linia Hutnicza Szerokotorowa (übersetzt: Breitspurhüttenstrecke) in russischer 1520-mm-Spur von Hrubieszów, der östlichsten Stadt in Polen, nach Sławków Południowy in Oberschlesien gebaut.
1988 wurde die Höchstgeschwindigkeit für Expresszüge auf 160 km/h erhöht.

### Dritte Republik

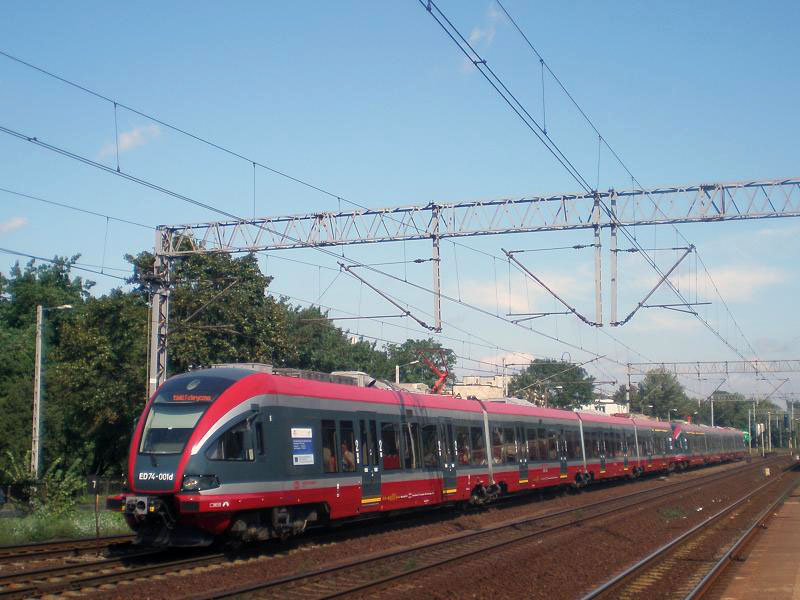
PESA-Intercityzug der PKP (2006 ff.)

Im Jahre 1992 wurden erste Eurocity (Warszawa–Berlin) und Intercity-Verbindungen eingerichtet.
Nach dem Ende der sowjetischen Besetzung und dem Zerfall der Sowjetunion bemühten sich die PKP um einen Ausbau der Transitverkehrsachsen, insbesondere derjenigen über Posen und Warschau.
Ebenfalls wurde zwischen Warschau und Posen mit der Modernisierung der Transitverbindung Frankfurt (Oder)–Kunowice–Terespol (Grenze zu Belarus) begonnen, Teil des europäischen Fernverkehrskorridors E-20.
Allerdings wurden auch Tausende Kilometer an Schienenstrecken stillgelegt und auf weiteren der Personenverkehr eingestellt, sodass das Eisenbahnnetz vor allem im Personenverkehr geschrumpft ist. Teilweise wurden allerdings auch Strecken wieder reaktiviert. Der Regelverkehr auf Schmalspurbahnen wurde komplett eingestellt, allerdings war er auf vielen Strecken schon vor 1990 eingestellt worden.

Aufteilung des Streckennetzes nach Höchstgeschwindigkeit

Teile der PKP sind nach 1990 an neu gegründete Unternehmen übergegangen, zum Beispiel an die Koleje Mazowieckie (Masowischen Bahnen) im Warschauer Umland.
Zum 1. Mai 2004 traten zehn Staaten der Europäischen Union bei, darunter Polen, Slowakei, Slowenien, Tschechien, Ungarn, Estland, Lettland und Litauen. Die EU fördert seitdem mit großen Geldbeträgen den Bau oder Ausbau der Transeuropäischen Netze, um den Binnenmarkt zu entwickeln und um den wirtschaftlichen und sozialen Zusammenhalt der EU zu verbessern. Siehe auch Paneuropäische Verkehrskorridore.
Vier Jahre vor der Fußball-Europameisterschaft 2012 wurden umfangreiche Modernisierungsarbeiten beschlossen:
- Strecke E20:
  - Warszawa – Łódź
    - Bahnhof Warszawa Zachodnia – Bahnhof Skierniewice (57,5 km; 2009–2012; 1,788 Mrd. Złoty)
    - Bahnhof Skierniewice – Bahnhof Łódź Widzew (62,8 km; 2006–2008; 905,2 Mio. Złoty)
    - Bahnhof Łódź Widzew – Bahnhof Łódź Fabryczna + Neubau des Bahnhofes Łódź Fabryczna (7,3 km; 2010–2013; 1,888 Mrd. Złoty)

  - Warszawa – Terespol (211 km)
- Strecke E30: Zgorzelec – Medyka
  - Bielawa Dolna (Grenze) – Zgorzelec – Węgliniec – Wrocław – Opole (276 km; bis 2012)
  - Opole – Zabrze – Katowice – Kraków – Przemyśl – Medyka (444,8 km; teilweise bis 2015, teilweise noch in Planung)
- Strecke Nr. 8: Warschau – Krakau
  - Bahnhof Warszawa Zachodnia – Bahnhof Warszawa Okęcie (8,4 km; Juli 2007–August 2008)
  - Abzweigung zum Flughafen Okęcie (2 km; Oktober 2009–Juni 2011)
  - Bahnhof Warszawa Okęcie – Radom (2011–2015)
- Strecke E65: Warszawa – Gdynia (349,34 km; davon 231,5 km bis Ende 2012)
- Strecke E59: Wrocław – Poznań, Abschnitt: Breslau – Grenze Woiw. Niederschlesien/Woiw. Großpolen (56 km; ab 2009 in Planung)